# Большой Кушум (село)
Большой Кушум — село в Балаковском районе Саратовской области, в составе сельского поселения Быково-Отрогское муниципальное образование.
Население — 309 (2010).

## История
Основано старообрядцами при одноимённой реке во второй половине XVIII века
Удельная деревня Большой Кушум упоминается в Списке населённых мест Российской империи по сведениям за 1859 год. Согласно Списку деревня относилась к Николаевскому уезду Самарской губернии, в ней имелось 45 дворов, проживали 139 мужчин и 164 женщины. Деревня располагалась на расстоянии 67 вёрст от уездного города по левую сторону Балаковского тракта, ближе к границе Новоузенского уезда. 
После крестьянской реформы деревня Большой Кушум была отнесена Каменно-Сарминской волости.  Согласно населённых мест Самарской губернии по сведениям за 1889 год в деревне имелось 76 дворов, проживали 355 жителей (русские православного и раскольнического вероисповедания), работали 3 ветряные мельницы. К концу XIX века в традиционно староверческом поселении возникла единоверческая община. В 1898 году в селе была построена церковь-школа. Её здание было деревянным, на деревянных столбах, с отдельно стоявшей деревянной же колокольней и престолом во имя Михаила Архангела.
Согласно Списку населённых мест Самарской губернии 1910 года село населяли бывшие удельные крестьяне, преимущественно русские, православные и раскольники, 327 мужчин и 342 женщины (123 двора), в селе имелись церковь, школа, земская станция, земельный надел - 820 десятин удобной и 70 десятин неудобной земли. 
В июле 1921 года у Большого Кушума произошло сражение присланного из Балаково отряда с бандой Серова, которая вскоре бал окончательно разбита. В 1928 году в селе проживали 434 мужчины и 480 женщин (191 домохозяйство), работали многолавочное общество и школа первой ступени. В предвоенные годы в Большом Кушуме была открыта машинно-тракторная станция и начал работу колхоз "Заря". Великая Отечественная война унесла жизни более 50 жителей села. 
С 1935 по 1958 год село относилось к Чапаевскому району Саратовской области. В составе Балаковского района - с 1958 года.

## Физико-географическая характеристика
Село находится в Заволжье, на правом берегу реки Большой Кушум (левый приток реки Большой Иргиз), на высоте около 25 метров над уровнем моря. Почвы - чернозёмы южные.
Село расположено примерно в 37 км по прямой в юго-восточном направлении от районного центра города Балаково. По автомобильным дорогам расстояние до районного центра составляет 63 км, до областного центра города Саратов - 190 км.
Часовой пояс
Большой Кушум, как и вся Саратовская область, находится в часовой зоне МСК+1. Смещение применяемого времени относительно UTC составляет +4:00.

## Население
Динамика численности населения по годам:
| Годы      | 1859 | 1889 | 1897 | 1910 | 1928 | 2002 |
| --------- | ---- | ---- | ---- | ---- | ---- | ---- |
| Население | 303  | 355  | 595  | 669  | 914  | 429  |

| 2002 | 2010 |
| ---- | ---- |
| 429  | ↘309 |

Национальный состав
Согласно результатам переписи 2002 года русские составляли 74 % населения села.